# Real Club de la Puerta de Hierro

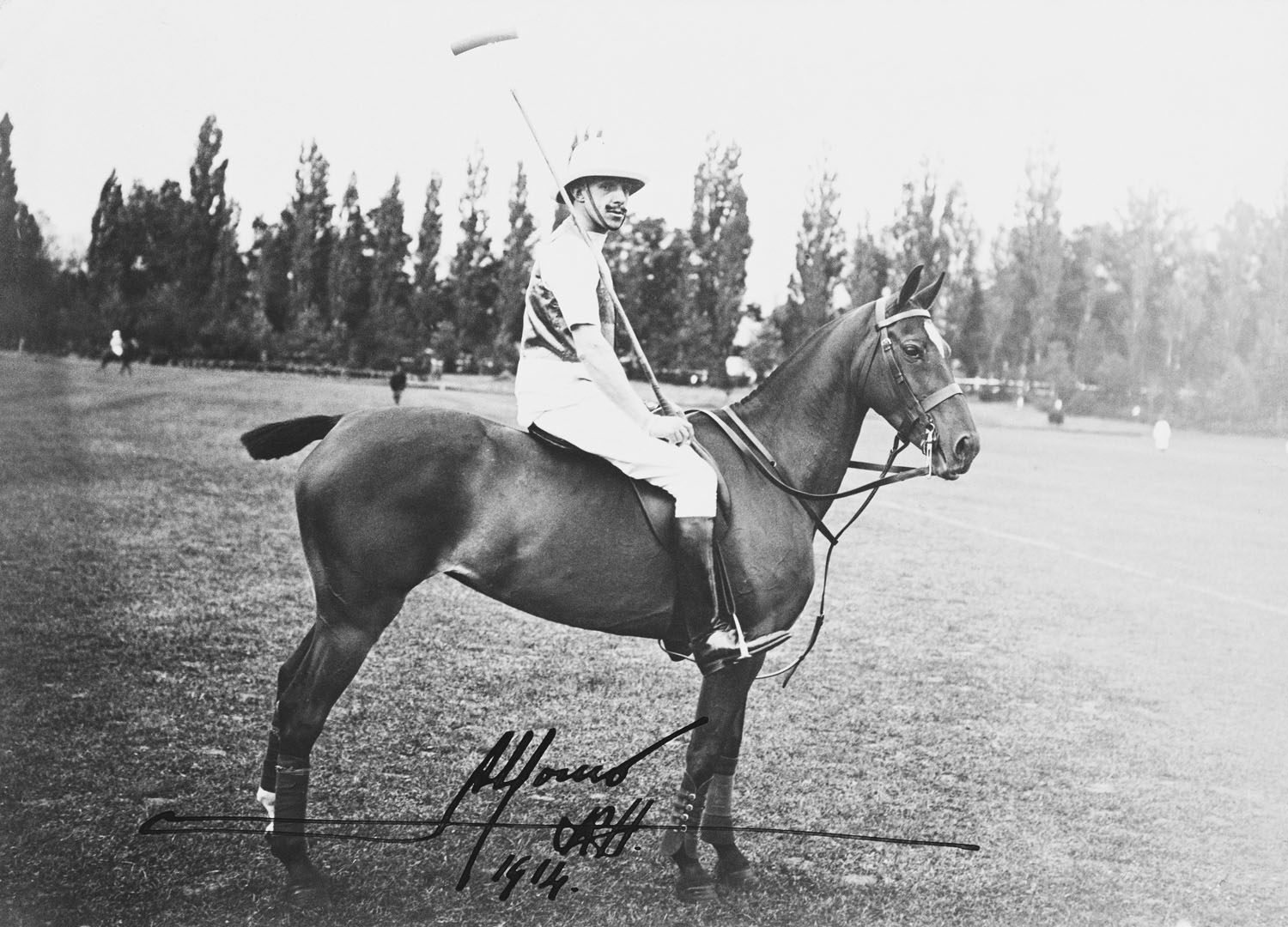
El rey Alfonso XIII y su yegua "Countess" jugando al polo en el club

El Real Club de la Puerta de Hierro es un club deportivo y social español ubicado en el barrio de Ciudad Universitaria, en Madrid, cercano al monumento que le da nombre, y fundado el 5 de mayo de 1895.
Ganó el Campeonato Europeo de Clubes de Golf Masculino en 1987 y 2003 y el Campeonato de España de croquet GC por equipos en 2023, 2024 y 2025.

## Historia
Fue el primer club de golf de la capital y los terrenos sobre los que se asienta fueron cedidos por Alfonso XIII, a principios del siglo XX.
El chalet principal del club fue construido en la década de 1940 según diseño del arquitecto Luis Gutiérrez Soto.

## Presidentes
- 1895 – 1896 xvi duque de Alba
- 1896 – 1901 viii duque de Arión
- 1901 – 1905 ii duque de Santoña
- 1905 – 1931 xvii duque de Alba
- 1931 – 1932 x marqués de Portago
- 1932 – 1936 Rafael Silvela y Tordesillas
- 1939 – 1944 Joaquín Santos-Suárez y Jabat
- 1944 – 1950 Rafael Silvela y Tordesillas
- 1950 – 1952 x conde de Fontanar
- 1952 – 1954 xvi duque de Lécera
- 1954 – 1958 x conde de Fontanar
- 1958 – 1962 xviii duque de Frías
- 1962 – 1966 S.A.R. Ataúlfo de Orleans y Sajonia-Coburgo-Gotha
- 1966 – 1970 iii marqués de Silvela
- 1970 – 1974 i conde de Villacieros
- 1974 – 1978 vi duque de Fernán Núñez
- 1978 – 1986 vi duque de Bailén
- 1986 – 1990 xiv marqués de Estepa
- 1990 – 1994 iii marqués de Bolarque
- 1994 – 2006 xviii conde de Elda
- 2006 – 2011 Pedro Morenés y Álvarez de Eulate
- 2011 – 2016 Luis Álvarez de las Asturias Bohorques y Silva
- 2016 –          xvi conde de Bornos

## Condecoraciones
| Distinción                                     | Año  |
| ---------------------------------------------- | ---- |
| Placa de Oro – Real Orden del Mérito Deportivo | 2013 |